# 坝镇
坝镇，是中华人民共和国安徽省合肥市巢湖市下辖的一个乡镇级行政单位。

## 行政区划
坝镇下辖以下地区：
坝镇社区、泉水村、石塘村、湖东村、青山村、夏店村、联河村和姥山村。